# Hercius
Stanisław Kazimierz Herka znany pod zlatynizowanym nazwiskiem "Hercius". Ur. ok. 1615 r. - data śmierci nieznana. Doktor medycyny i filozofii, profesor medycyny i teologii na Akademii Krakowskiej. Napisał "Bankiet narodowi ludzkiemu ... zgotowany" - Kraków 1660.